# 伊乐藻属
伊乐藻属，水鳖科的一个沉水植物属，其种类成为池塘及流水道中的杂草，故俗名水草或沟藓。有六種，可用于水族馆，实验室内用作实验细胞活性的材料。